# André-Rémi Hamel
Pour les articles homonymes, voir Hamel.
André-Rémi Hamel, né le 22 octobre 1788 à Québec et mort le 24 mars 1840 dans le canton de Leeds, est un juriste bas-canadien. Il est avocat général du Bas-Canada de 1832 à 1839.

## Biographie

### Études et jeunesse
Il est le fils de Charles Hamel, ferblantier, et de Marie Bédouin. Il fait ses études classiques au Petit séminaire de Québec de 1804 à 1812. Il est ensuite clerc auprès de l'avocat Louis Plamondon. Il est admis au barreau du Bas-Canada le 20 avril 1818 et commence sa carrière d'avocat à Québec. Le 23 juin 1819, il épouse Marie-Adélaïde Roy, tante du futur premier ministre Pierre-Joseph-Olivier Chauveau, qu'il recevra d'ailleurs comme clerc dans sa propre étude.

### Avocat
En décembre 1827, il se joint à une assemblée d'électeurs présidée par Joseph-Rémi Vallières dans l'envoi d'une pétition à Londres sur les problèmes du gouvernement bas-canadien. Le 11 juillet 1832, il est nommé avocat général du Bas-Canada en remplacement du démissionnaire George Vanfelson. Le 18 février 1834, durant la 4e session de la quatorzième législature du Bas-Canada, il comparaît devant la Chambre d'assemblée. À cette occasion, l'orateur Louis-Joseph Papineau le réprimande pour sa décision judiciaire dans l'élection partielle de décembre 1833 dans Stanstead. Le journal Le Canadien souligne néanmoins le courage d'Hamel d'avoir accepté de se défendre devant la Chambre.

### Fin de carrière
Le 2 mai 1839, il devient commissaire de la Cour des requêtes du district de Québec. Le 14 mai, il est nommé conseiller de la reine. Il décède soudainement d'une attaque d'apoplexie alors qu'il était en fonction à Leeds. Il est inhumé en la basilique-cathédrale Notre-Dame de Québec.

## Œuvres
- 1831 : La question des fabriques